# Скановська сільська рада
Ска́новська сільська рада (рос. Скановский сельский совет) — сільське поселення у складі Наровчатського району Пензенської області Росії.
Адміністративний центр — село Сканово.

## Населення
Населення — 624 особи (2019; 752 в 2010, 755 у 2002).

## Склад
До складу сільської ради входять:
| Населений пункт     | Населення, осіб (2002) | Населення, осіб (2010) |
| ------------------- | ---------------------- | ---------------------- |
| Казеєвка, село      | 92                     | 53                     |
| Мала Кавендра, село | 79                     | 66                     |
| Морозовка, присілок | 4                      | 0                      |
| Сканово, село       | 580                    | 633                    |